# Jeffrey Wammes
Jeffrey Wammes (* 24. April 1987 in Utrecht) ist ein niederländischer Turner.

## Leben
Wammes ist Mitglied im Sportverein Flik-Flak ’s-Hertogenbosch.
Im Sprung erreichte er bei den Turn-Europameisterschaften 2005 in Debrecen und bei den Turn-Europameisterschaften 2007 in Amsterdam die Bronzemedaille. Beim World Cup Final 2008 gewann er die Silbermedaille in Madrid. Wammes lebt offen homosexuell in Hertogenbosch.
Er ist der Bruder der Turnerin Gabriëlla Wammes.